# Tutaki (rivière)
La rivière Tutaki  est (en anglais : Tutaki River) un cours d’eau de la région de  Tasman dans l’Île du Sud de la Nouvelle-Zélande .

## Géographie
Elle s’écoule vers le nord à partir de sa source située au sud-ouest du lac Rotoroa de la région de Tasman pour atteindre la rivière Mangles à 10 kilomètres à l’est de la ville de Murchison.

## Accès
Pour accéder à la rivière vous devez aller à 6 km au nord de la ville de Murchison et retourner dans la vallée de la rivière Mangles vers la droite. Il faut suivre la route qui descend la vallée de la rivière Mangles jusqu’à une jonction en T où vous pouvez choisir de remonter vers le nord ou le sud le long de la route ‘Tutaki’. La route suit la rivière qui est excellente pour la pèche à la truite. À partir de la branche Nord , vous pouvez tourner et vous diriger à travers le chemin de randonnée de « Braeburn track » pour visiter le Lac Rotoroa. Dans la branche sud , vous trouverez la gare de « Matakitaki station ».